# Paralelo 36 S
O Paralelo 36 S é o paralelo no 36° grau a sul do plano equatorial terrestre.

## Geografia

### Dimensões
No sistema geodésico WGS 84, a 36 ° de latitude sul, um grau de longitude equivale a 90,164 km; o comprimento total do paralelo é, portanto, 32.459 km, ou cerca de 81% daquele do equador. É 3.986 km de distância e 6.016 km. do Pólo Sul.

### Regiões cruzadas
Começando pelo Meridiano de Greenwich e tomando a direção leste, o paralelo 36° Sul passa por:
| País, território ou mar | Notas |
| ----------------------- | --- |
| Oceano Atlântico        | |
| Oceano Índico           | |
| Austrália               | Ilha Kangaroo e continente Victoria Nova Gales do Sul Victoria Nova Gales do Sul Victoria Nova Gales do Sul Victoria Nova Gales do Sul |
| Oceano Pacífico         | Mar da Tasmânia |
| Nova Zelândia           | Ilha Norte |
| Oceano Pacífico         | |
| Chile                   | |
| Argentina               | Define parte da fronteira entre as províncias de Mendoza e La Pampa (província)                                                        |
| Oceano Atlântico        | |